# Galina Romanova
Galina Romanova (en ukrainien : Галина Федорівна Романова ; 25 décembre 1918 - 3 novembre 1944) est un médecin ukrainien, déportée en Allemagne pendant la Seconde Guerre mondiale pour fournir des soins médicaux aux travailleurs forcés. Elle s'est impliquée dans la résistance allemande au nazisme et a été exécutée à la prison de prison de Plötzensee.

## Biographie
Elle naît à Romanivka, dans le gouvernement de Iekaterinoslav, dans l'Empire russe. Son père est forgeron. Elle fréquente l'école de médecine pendant trois ans et devient membre du Komsomol. En 1937, ses parents sont arrêtés par le NKVD et elle est expulsée du Komsomol. Elle étudie la médecine à l'Institut médical de Dniepropetrovsk pendant cinq ans, mais ne peut obtenir son diplôme à cause de la guerre. En 1942, elle est autorisée à passer son diplôme et le 1er juillet 1942, elle et d'autres diplômés sont déportés vers le Troisième Reich pour soigner des travailleurs forcés. Elle travaille comme médecin dans plusieurs camps de concentration et camps de travail, d'abord à Wildau, puis à partir de décembre 1942, dans et autour d'Oranienbourg, au camp de concentration de Sachsenhausen et dans des camps annexes.
Elle et son assistante entreprennent d'aider des Juifs et autres persécutés par le Troisième Reich. Elle forme des groupes de résistance parmi les travailleurs forcés soviétiques et leur fournit de la nourriture et des informations. Un ami la met en contact avec des prisonniers français et belges et en 1943, elle rencontre Georg Groscurth, un médecin et l'un des fondateurs du groupe de résistance allemand, l'Union européenne , dont elle devient membre. Groscurth lui procure des médicaments et des conseils et la soutient dans son organisation . En septembre, alors que l'Union européenne tente d'entrer en contact avec les Alliés, Groscurth et d'autres membres clés du groupe sont arrêtés.
Romanova et ses amis sont sur le point d'envoyer un message en Suède lorsqu'ils sont découverts et arrêtés. L'un d'eux, Alexei Kalinitchenko, meurt lors d'un interrogatoire. Romanova est arrêtée le 6 octobre 1943 et condamnée à mort le 27 avril 1944. Elle est guillotinée le 3 novembre 1944 à la prison de Plötzensee.